# Aigyros
Aigyros (altgriechisch Αἴγυρος Aígyros, lateinisch Aegyrus) oder Aigydros (Αἴγυδρος Aígydros, lateinisch Aegydrus) ist in der griechischen Mythologie der Sohn des Thelxion und ein König von Sikyon.
Nach ihm bestieg sein Sohn Thurimachos den Thron.